# الجفیر
الجفیر (به عربی: الجفیر) یک عوارض جغرافیایی در بحرین است که در استان عاصمه (بحرین) واقع شده‌است.